# Elektronisk rock

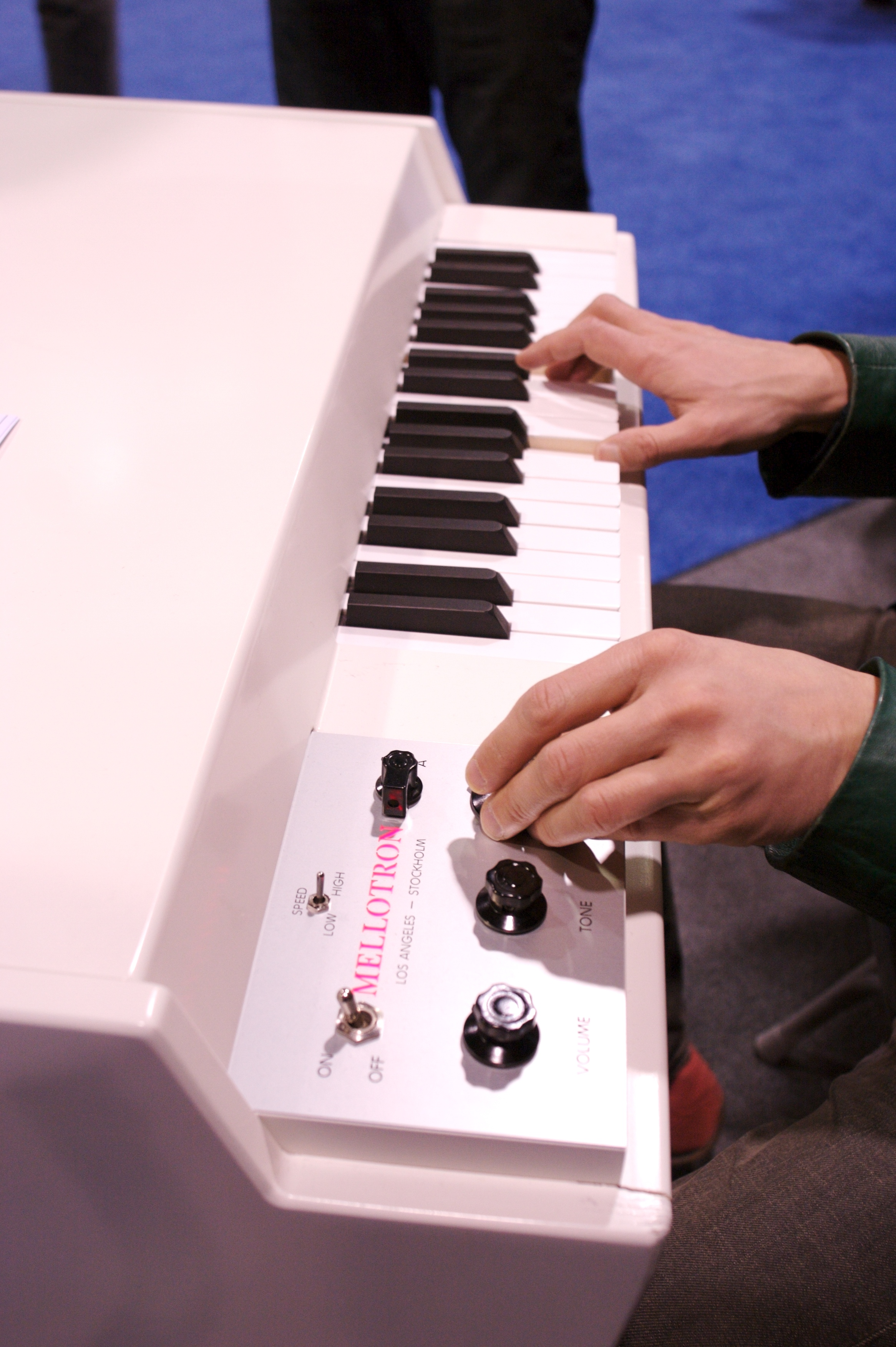
En Mellotron, en tidig sorts musiksampler, som användes i stor utsträckning under det sena 1960-talet och tidiga 1970-talet.

Elektronisk rock, kallas även synthrock, electrorock eller digital rock, är en kombination av rockmusik och elektronisk musik. Genren har varit högst beroende av teknologiska utvecklingar, i synnerhet synten, utvecklingen av det digital formatet MIDI samt datorteknologi.
Rockmusiker började att använda sig av elektroniska instrument under det sena 1960-talet, bland annat Theremin och Mellotron, för att komplettera och definiera sitt sound. Vid slutet av decenniet hade Moog-synten tagit en ledande roll i musiken hos kommande progressiva rockband, som skulle komma att dominera rocken under det tidiga 1970-talet. I och med punkrockens ankomst, framkom en grundläggande form av synthrock, som med hjälp av ny digital teknologi ersatte andra instrument. Under 1980-talet dominerade en mer kommersiellt inriktad synthpop den elektroniska musiken. Under 1990-talet var Big beat och industrirock bland de viktigaste nya trenderna, och under det nya millenniet ledde spridandet av inspelningsprogram till utvecklingen av nya genrer, inklusive indietronica, electroclash, dance-punk och new rave.